# ژرژ سایناک
 ژرژ سایناک (انگلیسی: Georges Sagnac؛ زاده ۱۴ اکتبر ۱۸۶۹ درگذشته ۲۶ فوریهٔ ۱۹۲۸) یک دانشمند اهل فرانسه بود.
وی همچنین برنده جوایزی همچون لژیون دونور شده است.